# Paul Henri Mallet
Paul Henri Mallet (Ginevra, 20 agosto 1730 – 8 febbraio 1807) è stato uno storico svizzero.

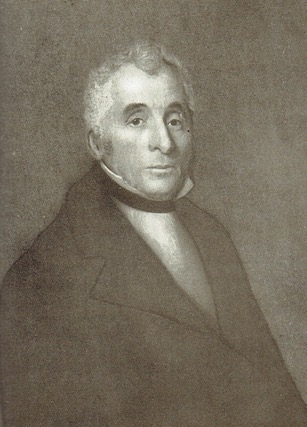

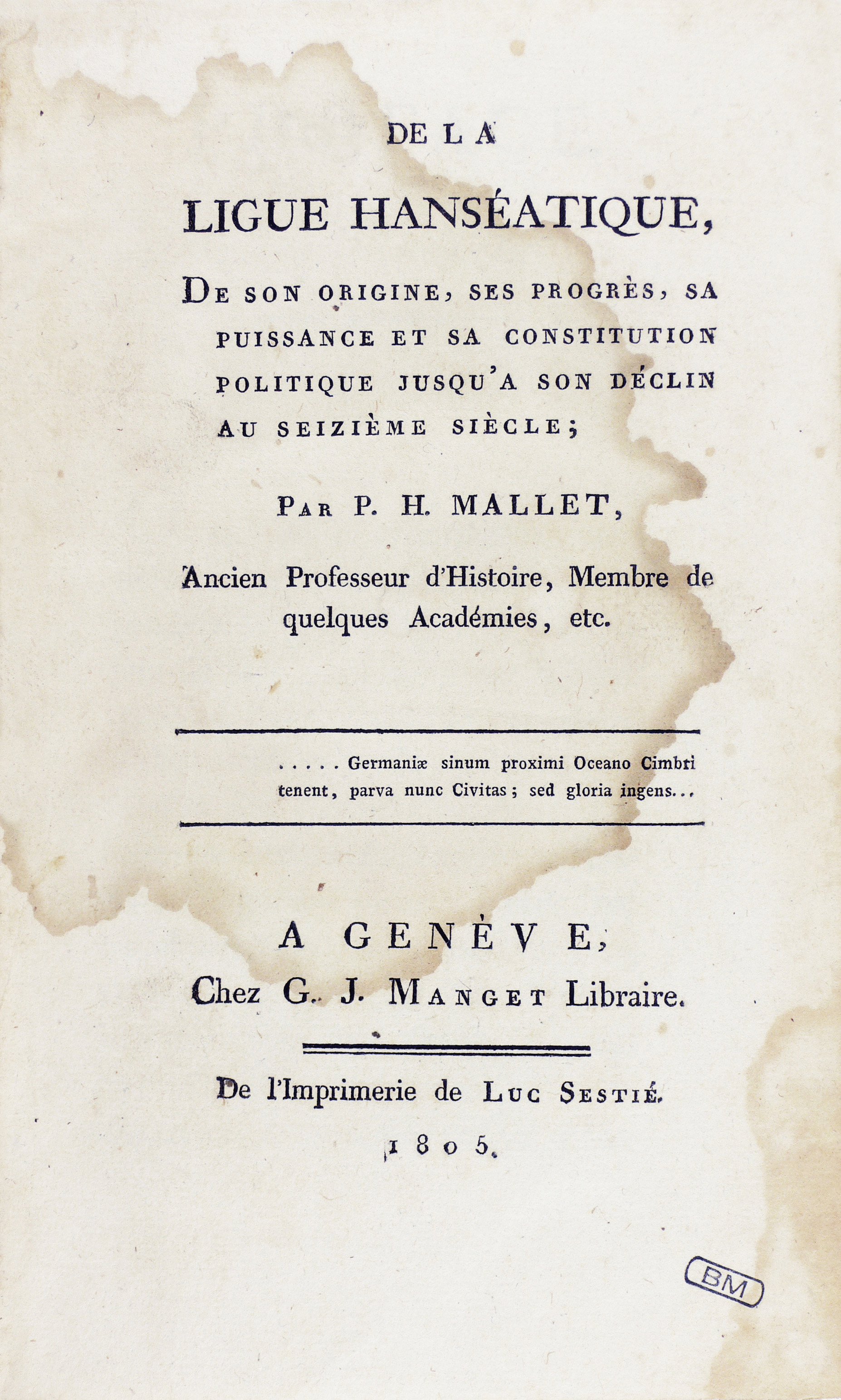
De la ligue hanséatique, 1805 (Fondazione Mansutti, Milano).

Fu docente di letteratura francese a Copenaghen. Scrisse diverse opere sulla storia della Scandinavia, contribuendo a diffondere la cultura dei paesi nordici in Europa. Insegnò anche a Uppsala e a Kassel. È noto soprattutto per l'opera Histoire des suisses ou helvétiens, pubblicata a Ginevra nel 1803. Nel saggio De la ligue hanséatique (1805) l'autore descrive le tappe storiche della Lega anseatica, che univa le città nordiche sul mare.